# Великовысторопский сельский совет (Лебединский район)
Великовысторопский сельский совет (укр. Великовисторопська сільська рада) — входит в состав
Лебединского района
Сумской области
Украины.
Административный центр сельского совета находится в 
с. Великий Выстороп
.

## Населённые пункты совета
- с. Великий Выстороп
- с. Перелески
- с. Супруны

## Ликвидированные населённые пункты совета
- с. Гатка
- с. Лесное
- с. Грядки
- с. Молочное